# 니블러 (도구)

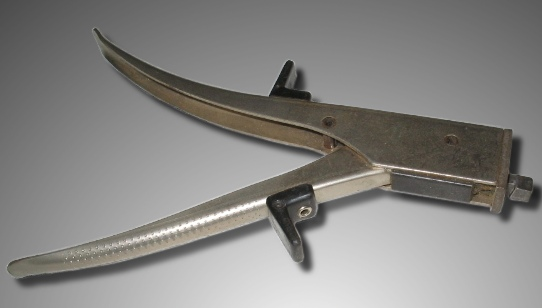

니블러(nibbler 또는 nibblers)는 왜곡을 최소화하면서 판금을 절단하는 도구이다. 니블 링에 사용될 수 있다. 한 가지 유형은 고정된 다이에 대해 선형 방식으로 움직이는 블레이드를 사용하여 펀치 및 다이와 매우 유사하게 작동하여 작은 금속 조각을 제거하고 약 6mm(0.24인치) 너비의 절단을 남긴다. 또 다른 유형은 주석 자르기와 유사하게 작동하지만 3~6mm(0.12~0.24인치) 간격으로 두 개의 평행한 트랙을 따라 시트를 자르고 절단하면서 폐기물을 단단한 나선형으로 굴린다. 니블러는 수동(수동 작동) 또는 전동식일 수 있다.
파워 니블러는 압축공기로 구동되는 경우가 많지만 전기식도 존재한다. 일반적인 DIY 니블러 도구는 드릴 (공구)의 회전 운동을 조의 왕복 운동으로 변환하는 전기 드릴 부착물이다.